# Transylvania Open 2021
Transylvania Open 2021 là một giải quần vợt nữ thi đấu trên mặt sân cứng trong nhà. Đây là lần thứ 1 giải Transylvania Open được tổ chức, và là một phần của WTA 250 trong WTA Tour 2021. Giải đấu diễn ra tại BT Arena ở Cluj-Napoca, Romania, từ ngày 25 đến ngày 31 tháng 10 năm 2021.

## Nội dung đơn

### Hạt giống
| Quốc gia | Tay vợt            | Xếp hạng1 | Hạt giống |
| -------- | ------------------ | --------- | --------- |
| ROU      | Simona Halep       | 19        | 1         |
| EST      | Anett Kontaveit    | 20        | 2         |
| GBR      | Emma Raducanu      | 24        | 3         |
| SUI      | Jil Teichmann      | 39        | 4         |
| AUS      | Ajla Tomljanović   | 43        | 5         |
| UKR      | Marta Kostyuk      | 53        | 6         |
| ROU      | Irina-Camelia Begu | 56        | 7         |
| UKR      | Anhelina Kalinina  | 57        | 8         |

- Bảng xếp hạng vào ngày 18 tháng 10 năm 2021.[3]

### Vận động viên khác
Đặc cách:
- Irina Bara
- Jaqueline Cristian
- Andreea Prisăcariu

Bảo toàn thứ hạng: 
- Mona Barthel
- Ivana Jorović

Vượt qua vòng loại:
- Anna Bondár
- Anastasia Gasanova
- Alexandra Ignatik
- Aleksandra Krunić
- Lesley Pattinama Kerkhove
- Lesia Tsurenko

Thua cuộc may mắn:
- Jana Fett

### Rút lui
Trước giải đấu
- Ekaterina Alexandrova → thay thế bởi  Polona Hercog
- Paula Badosa → thay thế bởi  Anna-Lena Friedsam
- Viktorija Golubic → thay thế bởi  Alison Van Uytvanck
- Kaia Kanepi → thay thế bởi  Ivana Jorović
- Veronika Kudermetova → thay thế bởi  Bernarda Pera
- Elise Mertens → thay thế bởi  Elena-Gabriela Ruse
- Camila Osorio → thay thế bởi  Jana Fett
- Mayar Sherif → thay thế bởi  Mona Barthel

## Nội dung đôi

### Hạt giống
| Quốc gia | Tay vợt           | Quốc gia | Tay vợt                   | Xếp hạng1 | Hạt giống |
| -------- | ----------------- | -------- | ------------------------- | --------- | --------- |
| USA      | Kaitlyn Christian | NZL      | Erin Routliffe            | 107       | 1         |
| SRB      | Aleksandra Krunić | NED      | Lesley Pattinama Kerkhove | 123       | 2         |
| ROU      | Monica Niculescu  | ROU      | Elena-Gabriela Ruse       | 140       | 3         |
| KAZ      | Anna Danilina     | NOR      | Ulrikke Eikeri            | 153       | 4         |

- Bảng xếp hạng vào ngày 18 tháng 10 năm 2021.

### Vận động viên khác
Đặc cách:
- Ilinca Amariei /  Briana Szabó
- Alexandra Ignatik /  Andreea Prisăcariu

### Rút lui
Trước giải đấu
- Sharon Fichman /  Giuliana Olmos → thay thế bởi  Alena Fomina-Klotz /  Ekaterina Yashina
- Ulrikke Eikeri /  Catherine Harrison → thay thế bởi  Anna Danilina /  Ulrikke Eikeri

## Nhà vô địch

### Đơn
- Anett Kontaveit đánh bại  Simona Halep, 6–2, 6–3

### Đôi
- Irina Bara /  Ekaterine Gorgodze đánh bại  Aleksandra Krunić /  Lesley Pattinama Kerkhove, 4–6, 6–1, [11–9].